# François Nourissier
François Nourissier (18. května 1927 Paříž – 15. února 2011 Paříž) byl francouzský spisovatel a publicista.

## Vybrané dílo
- L'Eau grise (Šedivá voda, 1951)
- Les Orphelins d'Auteuil (Auteuilští sirotci, 1956)
- Les Chiens à fouetter (Psi k spráskání, 1956)
- Le Corps de Diane (Tělo Diany, 1957)
- Le Maître de maison (Pán domu, 1968)
- La Crève (Chcípání, 1970, kniha oceněna Prix Femina)
- Allemande (Zákaz vycházení, 1973; česky 1978)
- Le Musée de l'homme (Muzeum člověka, 1979)
- L'Empire des nuages (Hájemství v oblacích, 1981; česky 1986)